# Funk melody
Il funk melody è il risultato dell'evoluzione del freestyle brasiliano. Lo stile è basato su ritmi elettrici, ma con un focus lirico. È noto per essere diretto da donne artiste. Il cantante più popolare del funk melody era Perlla.

## Origine e Evoluzione
Per tutti gli anni 2000, il freestyle ha iniziato a perdere popolarità, anche in Brasile, quindi lo spazio è stato occupato dalla musica pop alla radio e dal funk carioca esplicitamente di Rio. Il genere è stato creato nel 2006, con l'obiettivo di riattivare la popolarità del genere riunendo elementi di musica pop e il "new funk", sottogenere del funk carioca.

### Prima generazione di funk melody
La cosiddetta funk melody di prima generazione è avvenuta nel 2006, con l'apparizione della cantante Perlla, che ha ottenuto il successo con brani come "Tremendo Vacilão" e ha venduto 100 000 copie del suo primo album. Un altro esponente del tempo è stato MC Leozinho con i brani “Ela Só Pensa em Beijar (Se Ela Dança, Eu Danço)”.

### Seconda generazione di funk melody
Negli anni 2010, è emersa la seconda generazione di artisti del genere, adottando elementi di funk americano nelle loro canzoni con l'uso di strumenti come la chitarra elettrica. Roberto Carlos si è distinto con "Furdúncio" nel 2013. Da quel momento sono emerse altre canzoni del genere di altri artisti, come "Show das Poderosas" di Anitta "Beijinho no Ombro" di Valesca Popozuda, "Hoje" e "24 Horas por Dia" di Ludmilla, "Pimenta" di MC Biel e "Falem de Mim" di Melody.

### Terza generazione di funk melody
All'inizio del 2017, DJ Marlboro, creatore di funk melody, ha adattato il genere con l'influenza di elementi di dancehall, reggae, hip hop e kuduro. Questo adattamento ha avuto una forte influenza strumentale sull'uso di sintetizzatori e drum machine, pur mantenendo l'evidente uso della chitarra elettrica.